# Louis Fouché (Kugelstoßer)
Louis Fouché (Louis Alec Fouché; * 22. Dezember 1913; † 1971) war ein südafrikanischer Kugelstoßer.
1938 siegte er bei den British Empire Games in Sydney mit 14,48 m.
Seine persönliche Bestleistung von 15,64 m stellte er am 28. Januar 1938 in Sydney auf.  